# Miquel Bargalló i Ardèvol
Miguel Bargalló i Ardevol (Sant Sadurní d'Anoia, 4 d'agost de 1892 - Tijuana, Baixa Califòrnia, Mèxic, 26 de setembre de 1975) va ser un mestre, pedagog i polític català. Era fill de Miquel Bargalló Sentís i germà del també pedagog Modest Bargalló i Ardèvol.

## Biografia
Va estudiar magisteri, la professió del seu pare, a les Escoles de Magisteri d'Osca i Madrid. Durant el curs 1911-1912 va ser becat per la Junta per a l'Ampliació d'Estudis a l'Escola Normal de la ciutat occitana de Montpeller. El 25 de juny de 1915 va ser destinat a Guadalajara com a professor numerari d'Història a l'Escola Normal d'aquella ciutat.

### Política i pedagogia
En 1918 va ingressar en el Sindicat d'Oficis Varis de la UGT i a l'any següent es va afiliar a l'Agrupació Socialista de Guadalajara, que va presidir entre 1927 i 1931. Va assistir com a delegat al XII Congrés del PSOE, sent ponent en la Comissió d'Ensenyament, i al Congrés Extraordinari de 1931, on va formar part de la comissió que va establir les bases del programa constitucional del partit.
Des que es va instal·lar a aquella ciutat, Miquel Bargalló i Ardèvol va desenvolupar una intensa activitat que va acabar situant-lo com a una de les personalitats més actives i destacades de tota la província durant el primer terç del segle xx. Tant per la seva activitat docent com en les reunions del claustre de l'Escola Normal i de l'Institut de Batxillerat, on també va impartir classes. Ben aviat fou una personalitat influent en la vida política de la ciutat.
En 1918 va ingressar en el Sindicat d'Oficis Varis de la UGT, organització sindical que a les terres de Guadalajara acollia a socialistes, comunistes, anarquistes i republicans. A l'any següent s'afiliava a l'Agrupació Socialista de Guadalajara. La qual presidí entre 1927 i 1931, i conjuntament amb el també professor Marcelino Martín González de l'Arco, va viure una important expansió. Personalment, va assistir com a delegat al XII Congrés del PSOE, on va ser ponent en les Comissions d'Ensenyament i de l'Editorial Pablo Iglesias, Així mateix, participà en el Congrés Extraordinari de 1931, on va formar part de la comissió que va establir les bases del programa constitucional del partit socialista.
La complicitat entre els socialistes i la Unió Patriòtica del dictador Primo de Ribera, va permetre a Miguel Bargalló ser regidor de l'Ajuntament de Guadalajara entre 1924 i 1928, fet que li reportà dures crítiques dels opositors a la Dictadura primorriverista.
Miguel Bargalló va tornar a ser elegit regidor de l'Ajuntament derrotant el candidat de la dreta el fill de comte de Romanones. Eren les eleccions del 12 d'abril de 1931 que van portar a la Segona República Espanyola. Poc després era ser nomenat vicepresident de la Comissió Gestora que es va fer càrrec de la Diputació Provincial de Guadalajara, i que tenia a Enrique Riaza com a president. Al juny va ser elegit diputat per a les Corts Constituents per la circumscripció de Guadalajara substituint a Eduardo Ortega y Gasset.
En el Congrés de Diputats va intervenir activament en els debats sobre assumptes pedagògics. Especialment en aquells dedicats a l'ensenyament a Catalunya i en l'Estatut de Catalunya El 1931 havia estat nomenat director de l'Escola Normal de Guadalajara. El seu activisme polític mai l'apartà de la seva vocació pedagògica, formant part de la redacció de la Revista de Esculas Normales, que dirigia el seu germà Modest, des de 1922 fins a 1928. Aquest mateix any va assistir al congrés que va celebrar a Göteborg la Sennacieca Asocio Tutmonda (Associació Esperantista de Treballadors), una organització fundada a Praga en 1921.
Va se un dels fundadors, el 1927, de la Logia Arriaco de Guadalajara, l'única lògia maçònica documentada a la província durant tot el segle xx. Miquel Bargalló ja es va iniciar formalment en la maçoneria el 8 d'abril de 1925 en la Logia Triunfo de Madrid.
En començar la Guerra Civil espanyola va continuar residint a Guadalajara i va seguir al capdavant de l'Escola Normal de Guadalajara fins que va cessar del seu càrrec, a petició pròpia, el 17 de setembre de 1936. Finalment, el 15 de juny de 1937 se li va concedir el trasllat, en comissió de serveis, a l'Escola Normal de la Generalitat de Catalunya, de la qual fou professor i més tard va ser nomenat director el 5 de desembre de 1938, quan les tropes franquistes ja amenaçaven a la capital catalana.
Acabada la Guerra Civil, Miquel Bargalló es va veure obligat a exiliar-se, acusat de "maçó i gran propagandista, inspirador i inductor dels assassinats comesos a Guadalajara" durant els primers mesos de la Guerra Civil. Des de França, va embarcar en el Sinaia que, juntament amb el seu germà Modest i la seva família, li va portar a Mèxic, on va continuar desenvolupant una important tasca cultural i pedagògica.
Miguel Bargalló es naturalitzà com a ciutadà mexicà el 1940 i residí a l'Estat de Baixa Califòrnia Amb Laureano Sánchez Gallego va obrir el Centro Escolar de Aguascalientes, on per primera vegada a la Baixa Califòrnia es van impartir classes de les diverses matèries corresponents a l'ensenyament de les humanitats en els nivells mitjà i mitjà superior. A més, va ser fundador i professor de l'Institut Tecnològic Industrial de Tijuana.